# Ilargus singularis
Ilargus singularis är en spindelart som beskrevs av Lodovico di Caporiacco 1955. Ilargus singularis ingår i släktet Ilargus och familjen hoppspindlar. Inga underarter finns listade i Catalogue of Life.